# Handball League Playoffs 2021
Die Quickline Handball League Playoffs 2021 waren die Playoffs der Handball League 2020/21, der höchsten Spielklasse des Handballs der Männer in der Schweiz. Sie waren die 23. Playoffs der Handball League.

## Modus
Die Playoffs wurden im Best-of-Five-Modus ausgetragen.

### Viertelfinals
Der Erste spielte gegen den Letzten der Hauptrunde. Der Zweite gegen den Siebten etc.

### Halbfinals
Der Sieger des Viertelfinals 1 spielte gegen den Sieger des Viertelfinals 4.
Der Sieger des Viertelfinals 2 spielte gegen den Sieger des Viertelfinals 3.

### Final
Die Sieger der Halbfinals spielten um den Schweizer-Meister-Titel.

## Playoffs-Baum
|  | Viertelfinal | Viertelfinal             | Viertelfinal          | Viertelfinal | Viertelfinal | Viertelfinal | Viertelfinal     |                       |                  | Halbfinal | Halbfinal | Halbfinal | Halbfinal | Halbfinal | Halbfinal | Halbfinal |  |  | Final | Final | Final | Final | Final | Final | Final |
|  |              |                          |                       |              |              |              |                  |                       |                  |           |           |           |           |           |           |           |  |  |       |       |       |       |       |       |       |
|  | 1            | Pfadi Winterthur         | 22                    | 34           | 28           |              |                  |                       |                  |           |           |           |           |           |           |           |  |  |       |       |       |       |       |       |       |
|  | 8            | RTV 1879 Basel           | 19                    | 25           | 22           |              |                  |                       |                  |           |           |           |           |           |           |           |  |  |       |       |       |       |       |       |       |
|  | 8            | RTV 1879 Basel           | 19                    | 25           | 22           | 1            | Pfadi Winterthur | 32                    | 29               | 32        |           |           |           |           |           |           |  |  |       |       |       |       |       |       |       |
|  |              |                          |                       |              |              |              |                  | 32                    | 29               | 32        |           |           |           |           |           |           |  |  |       |       |       |       |       |       |       |
|  |              | 4                        | HSC Suhr Aarau        | 27           | 26           | 29           |                  |                       |                  |           |           |           |           |           |           |           |  |  |       |       |       |       |       |       |       |
|  | 4            | 4                        | HSC Suhr Aarau        | 27           | 26           | 29           | HSC Suhr Aarau   | 24                    | 25               | 26        | 27        |           |           |           |           |           |  |  |       |       |       |       |       |       |       |
|  | 4            |                          |                       |              |              |              |                  |                       | 25               | 26        | 27        |           |           |           |           |           |  |  |       |       |       |       |       |       |       |
|  | 5            | TSV St. Otmar St. Gallen | 20                    | 27           | 21           | 26           |                  |                       |                  |           |           |           |           |           |           |           |  |  |       |       |       |       |       |       |       |
|  |              |                          |                       |              |              |              |                  | 1                     | Pfadi Winterthur | 28        | 33        | 25        |           |           |           |           |  |  |       |       |       |       |       |       |       |
|  |              | 2                        | Kadetten Schaffhausen | 25           | 28           | 23           |                  |                       |                  |           |           |           |           |           |           |           |  |  |       |       |       |       |       |       |       |
|  | 2            | Kadetten Schaffhausen    | 30                    | 33           | 24           | 26           |                  |                       |                  |           |           |           |           |           |           |           |  |  |       |       |       |       |       |       |       |
|  | 7            | BSV Bern                 | 29                    | 26           | 27           | 17           |                  |                       |                  |           |           |           |           |           |           |           |  |  |       |       |       |       |       |       |       |
|  | 7            | BSV Bern                 | 29                    | 26           | 27           | 17           | 2                | Kadetten Schaffhausen | 25               | 29        | 36 n. 2V. |           |           |           |           |           |  |  |       |       |       |       |       |       |       |
|  |              |                          |                       |              |              |              |                  | Kadetten Schaffhausen | 25               | 29        | 36 n. 2V. |           |           |           |           |           |  |  |       |       |       |       |       |       |       |
|  |              | 3                        | HC Kriens-Luzern      | 22           | 22           | 34           |                  |                       |                  |           |           |           |           |           |           |           |  |  |       |       |       |       |       |       |       |
|  | 3            | 3                        | HC Kriens-Luzern      | 22           | 22           | 34           | HC Kriens-Luzern | 29                    | 23               | 25        | 25        | 32 n. V.  |           |           |           |           |  |  |       |       |       |       |       |       |       |
|  | 3            |                          |                       |              |              |              |                  |                       | 23               | 25        | 25        | 32 n. V.  |           |           |           |           |  |  |       |       |       |       |       |       |       |
|  | 6            | Wacker Thun              | 23                    | 17           | 31           | 32           | 29               |                       |                  |           |           |           |           |           |           |           |  |  |       |       |       |       |       |       |       |

## Spiele

### Viertelfinals

#### (1) Pfadi Winterthur gegen (8) RTV 1879 Basel
Übersicht
| Donnerstag, 6. Mai 2021 19:30 Uhr | Pfadi Winterthur           | 22 : 19      | RTV 1879 Basel           | Axa-Arena, Winterthur Zuschauer: 50 Schiedsrichter: Keiser & Rottmeier |
| Donnerstag, 6. Mai 2021 19:30 Uhr | meiste Tore: Stojković (8) | (9 : 10)     | meiste Tore: Spender (9) | Axa-Arena, Winterthur Zuschauer: 50 Schiedsrichter: Keiser & Rottmeier |
| Donnerstag, 6. Mai 2021 19:30 Uhr | Strafen: 2×                | Spielbericht | Strafen: 3×              | Axa-Arena, Winterthur Zuschauer: 50 Schiedsrichter: Keiser & Rottmeier |

| Mittwoch, 12. Mai 2021 18:15 Uhr TV: Sport1 | RTV 1879 Basel           | 25 : 34      | Pfadi Winterthur           | Rankhof, Basel Zuschauer: 50 Schiedsrichter: Capoccia & Jucker |
| Mittwoch, 12. Mai 2021 18:15 Uhr TV: Sport1 | meiste Tore: Spender (8) |              | meiste Tore: Stojković (9) | Rankhof, Basel Zuschauer: 50 Schiedsrichter: Capoccia & Jucker |
| Mittwoch, 12. Mai 2021 18:15 Uhr TV: Sport1 | Strafen: 1× 5×           | Spielbericht | Strafen: 1× 6×             | Rankhof, Basel Zuschauer: 50 Schiedsrichter: Capoccia & Jucker |

| Samstag, 15. Mai 2019 20:15 Uhr TV: Sport1 | Pfadi Winterthur           | 28 : 22      | RTV 1879 Basel            | Axa-Arena, Winterthur Zuschauer: 49 Schiedsrichter: Keist & Winkler |
| Samstag, 15. Mai 2019 20:15 Uhr TV: Sport1 | meiste Tore: Stojković (7) |              | meiste Tore: Spender (10) | Axa-Arena, Winterthur Zuschauer: 49 Schiedsrichter: Keist & Winkler |
| Samstag, 15. Mai 2019 20:15 Uhr TV: Sport1 | Strafen: 3×                | Spielbericht | Strafen: 2× 1×            | Axa-Arena, Winterthur Zuschauer: 49 Schiedsrichter: Keist & Winkler |

| Samstag, 12. September 2020 17:00 Uhr | Pfadi Winterthur | 26 : 20 | RTV 1879 Basel | Axa-Arena, Winterthur |
| Samstag, 12. September 2020 17:00 Uhr |                  |         |                | Axa-Arena, Winterthur |
| Samstag, 12. September 2020 17:00 Uhr | Spielbericht     |         |                | Axa-Arena, Winterthur |

| Sonntag, 15. November 2020 17:00 Uhr | Pfadi Winterthur | 34 : 25 | RTV 1879 Basel | Axa-Arena, Winterthur |
| Sonntag, 15. November 2020 17:00 Uhr |                  |         |                | Axa-Arena, Winterthur |
| Sonntag, 15. November 2020 17:00 Uhr | Spielbericht     |         |                | Axa-Arena, Winterthur |

| Samstag, 13. Februar 2021 17:30 Uhr | RTV 1879 Basel | 22 : 34 | Pfadi Winterthur | Rankhof, Basel |
| Samstag, 13. Februar 2021 17:30 Uhr |                |         |                  | Rankhof, Basel |
| Samstag, 13. Februar 2021 17:30 Uhr | Spielbericht   |         |                  | Rankhof, Basel |

Die zwei Mannschaften hatten noch keine Playoff-Spiele gegeneinander gespielt.

#### (4) HSC Suhr Aarau gegen (5) TSV St. Otmar St. Gallen
Übersicht
| Donnerstag, 6. Mai 2021 18:15 Uhr TV: Sport1 | HSC Suhr Aarau                 | 24 : 20      | TSV St. Otmar St. Gallen   | Sporthalle Schachen, Aarau Zuschauer: 50 Schiedsrichter: Henning & Meier |
| Donnerstag, 6. Mai 2021 18:15 Uhr TV: Sport1 | meiste Tore: Aufdenblatten (6) | (11 : 10)    | meiste Tore: 3 Spieler (4) | Sporthalle Schachen, Aarau Zuschauer: 50 Schiedsrichter: Henning & Meier |
| Donnerstag, 6. Mai 2021 18:15 Uhr TV: Sport1 | Strafen: 3×                    | Spielbericht | Strafen: 2× 1×             | Sporthalle Schachen, Aarau Zuschauer: 50 Schiedsrichter: Henning & Meier |

| Mittwoch, 12. Mai 2021 19:30 Uhr | TSV St. Otmar St. Gallen | 27 : 25      | HSC Suhr Aarau                 | Kreuzbleiche, St. Gallen Zuschauer: 50 Schiedsrichter: Brunner & Salah |
| Mittwoch, 12. Mai 2021 19:30 Uhr | meiste Tore: Höning (9)  | (12 : 9)     | meiste Tore: Aufdenblatten (9) | Kreuzbleiche, St. Gallen Zuschauer: 50 Schiedsrichter: Brunner & Salah |
| Mittwoch, 12. Mai 2021 19:30 Uhr | Strafen: 2× 3×           | Spielbericht | Strafen: 1× 4×                 | Kreuzbleiche, St. Gallen Zuschauer: 50 Schiedsrichter: Brunner & Salah |

| Samstag, 15. Mai 2021 18:00 Uhr TV: SRF info | HSC Suhr Aarau             | 26 : 21      | TSV St. Otmar St. Gallen | Sporthalle Schachen, Aarau Zuschauer: 50 Schiedsrichter: Jergen & Zaugg |
| Samstag, 15. Mai 2021 18:00 Uhr TV: SRF info | meiste Tore: 3 Spieler (5) | (13 : 8)     | meiste Tore: Maros (5)   | Sporthalle Schachen, Aarau Zuschauer: 50 Schiedsrichter: Jergen & Zaugg |
| Samstag, 15. Mai 2021 18:00 Uhr TV: SRF info | Strafen: 6×                | Spielbericht | Strafen: 3×              | Sporthalle Schachen, Aarau Zuschauer: 50 Schiedsrichter: Jergen & Zaugg |

| Donnerstag, 20. Mai 2021 20:15 Uhr TV: SRF info | TSV St. Otmar St. Gallen | 26 : 27      | HSC Suhr Aarau                     | Axa-Arena, Winterthur Zuschauer: 50 Schiedsrichter: Boshkoski & Stalder |
| Donnerstag, 20. Mai 2021 20:15 Uhr TV: SRF info | meiste Tore: Maros (8)   | (13 : 11)    | meiste Tore: De Abrau Oliveira (6) | Axa-Arena, Winterthur Zuschauer: 50 Schiedsrichter: Boshkoski & Stalder |
| Donnerstag, 20. Mai 2021 20:15 Uhr TV: SRF info | Strafen: 1× 7×           | Spielbericht | Strafen: 1× 5×                     | Axa-Arena, Winterthur Zuschauer: 50 Schiedsrichter: Boshkoski & Stalder |

#### (2) Kadetten Schaffhausen gegen (7) BSV Bern
Übersicht
| Mittwoch, 5. Mai 2021 17:45 Uhr TV: Sport1 | Kadetten Schaffhausen   | 30 : 29      | BSV Bern                   | BBC-Arena, Schaffhausen Zuschauer: 50 Schiedsrichter: Jergen & Zaugg |
| Mittwoch, 5. Mai 2021 17:45 Uhr TV: Sport1 | meiste Tore: Bartók (9) | (13 : 13)    | meiste Tore: 3 Spieler (4) | BBC-Arena, Schaffhausen Zuschauer: 50 Schiedsrichter: Jergen & Zaugg |
| Mittwoch, 5. Mai 2021 17:45 Uhr TV: Sport1 | Strafen: 2× 4×          | Spielbericht | Strafen: 1× 4×             | BBC-Arena, Schaffhausen Zuschauer: 50 Schiedsrichter: Jergen & Zaugg |

| Donnerstag, 13. Mai 2021 16:15 Uhr TV: Sport1 | BSV Bern               | 26 : 33      | Kadetten Schaffhausen     | Mobiliar Arena, Gümligen Zuschauer: 0 Schiedsrichter: Castiñeiras & Zwahlen |
| Donnerstag, 13. Mai 2021 16:15 Uhr TV: Sport1 | meiste Tore: Kaleb (5) | (14 : 16)    | meiste Tore: Schelker (7) | Mobiliar Arena, Gümligen Zuschauer: 0 Schiedsrichter: Castiñeiras & Zwahlen |
| Donnerstag, 13. Mai 2021 16:15 Uhr TV: Sport1 | Strafen: 3× 5×         | Spielbericht | Strafen: 1× 3×            | Mobiliar Arena, Gümligen Zuschauer: 0 Schiedsrichter: Castiñeiras & Zwahlen |

| Sonntag, 16. Mai 2021 17:00 Uhr | Kadetten Schaffhausen    | 24 : 27      | BSV Bern                 | BBC-Arena, Schaffhausen Zuschauer: 50 Schiedsrichter: Brunner & Salah |
| Sonntag, 16. Mai 2021 17:00 Uhr | meiste Tore: Frimmel (6) | (11 : 10)    | meiste Tore: Gerlich (7) | BBC-Arena, Schaffhausen Zuschauer: 50 Schiedsrichter: Brunner & Salah |
| Sonntag, 16. Mai 2021 17:00 Uhr | Strafen: 1× 5×           | Spielbericht | Strafen: 1× 5×           | BBC-Arena, Schaffhausen Zuschauer: 50 Schiedsrichter: Brunner & Salah |

| Donnerstag, 20. Mai 2021 18:15 Uhr TV: Sport1 | BSV Bern                 | 17 : 26      | Kadetten Schaffhausen    | Mobiliar Arena, Gümligen Zuschauer: 50 Schiedsrichter: Capoccia & Jucker |
| Donnerstag, 20. Mai 2021 18:15 Uhr TV: Sport1 | meiste Tore: Gerlich (5) | (9 : 11)     | meiste Tore: Frimmel (8) | Mobiliar Arena, Gümligen Zuschauer: 50 Schiedsrichter: Capoccia & Jucker |
| Donnerstag, 20. Mai 2021 18:15 Uhr TV: Sport1 | Strafen: 2× 6×           | Spielbericht | Strafen: 2× 6×           | Mobiliar Arena, Gümligen Zuschauer: 50 Schiedsrichter: Capoccia & Jucker |

#### (3) HC Kriens-Luzern gegen (6) Wacker Thun
Übersicht
| Mittwoch, 5. Mai 2021 19:30 Uhr | HC Kriens-Luzern         | 29 : 23      | Wacker Thun                      | Krauerhalle, Kriens Zuschauer: 50 Schiedsrichter: Brunner & Salah |
| Mittwoch, 5. Mai 2021 19:30 Uhr | meiste Tore: Harbuz (11) | (19 : 13)    | meiste Tore: Von Deschwanden (8) | Krauerhalle, Kriens Zuschauer: 50 Schiedsrichter: Brunner & Salah |
| Mittwoch, 5. Mai 2021 19:30 Uhr | Strafen: 2× 5×           | Spielbericht | Strafen: 2×                      | Krauerhalle, Kriens Zuschauer: 50 Schiedsrichter: Brunner & Salah |

| Donnerstag, 13. Mai 2021 20:15 Uhr TV: SRF info | Wacker Thun                      | 17 : 23      | HC Kriens-Luzern        | Sporthalle Lachen, Thun Zuschauer: 50 Schiedsrichter: Abalo & Maurer |
| Donnerstag, 13. Mai 2021 20:15 Uhr TV: SRF info | meiste Tore: Von Deschwanden (9) | (7 : 12)     | meiste Tore: Harbuz (7) | Sporthalle Lachen, Thun Zuschauer: 50 Schiedsrichter: Abalo & Maurer |
| Donnerstag, 13. Mai 2021 20:15 Uhr TV: SRF info | Strafen: 2× 4×                   | Spielbericht | Strafen: 4× 5×          | Sporthalle Lachen, Thun Zuschauer: 50 Schiedsrichter: Abalo & Maurer |

| Sonntag, 16. Mai 2021 17:00 Uhr | HC Kriens-Luzern        | 25 : 31      | Wacker Thun                      | Krauerhalle, Kriens Zuschauer: 50 Schiedsrichter: Capoccia & Jucker |
| Sonntag, 16. Mai 2021 17:00 Uhr | meiste Tore: Oertli (6) | (12 : 17)    | meiste Tore: Von Deschwanden (9) | Krauerhalle, Kriens Zuschauer: 50 Schiedsrichter: Capoccia & Jucker |
| Sonntag, 16. Mai 2021 17:00 Uhr | Strafen: 2× 6×          | Spielbericht | Strafen: 2× 5× 1×                | Krauerhalle, Kriens Zuschauer: 50 Schiedsrichter: Capoccia & Jucker |

| Donnerstag, 20. Mai 2021 18:15 Uhr | Wacker Thun              | 32 : 25      | HC Kriens-Luzern        | Sporthalle Lachen, Thun Zuschauer: 50 Schiedsrichter: Jergen & Zaugg |
| Donnerstag, 20. Mai 2021 18:15 Uhr | meiste Tore: Linder (10) | (17 : 13)    | meiste Tore: Harbuz (6) | Sporthalle Lachen, Thun Zuschauer: 50 Schiedsrichter: Jergen & Zaugg |
| Donnerstag, 20. Mai 2021 18:15 Uhr | Strafen: 2× 4×           | Spielbericht | Strafen: 1× 8×          | Sporthalle Lachen, Thun Zuschauer: 50 Schiedsrichter: Jergen & Zaugg |

| Samstag, 22. Mai 2021 17:15 Uhr TV: SRF zwei & SRF info | HC Kriens-Luzern         | 32 : 29 n. V.        | Wacker Thun                       | Stadthalle, Sursee Zuschauer: 50 Schiedsrichter: Brunner & Salah |
| Samstag, 22. Mai 2021 17:15 Uhr TV: SRF zwei & SRF info | meiste Tore: Harbuz (11) | (14 : 11), (25 : 25) | meiste Tore: Von Deschwanden (13) | Stadthalle, Sursee Zuschauer: 50 Schiedsrichter: Brunner & Salah |
| Samstag, 22. Mai 2021 17:15 Uhr TV: SRF zwei & SRF info | Strafen: 1× 4×           | Spielbericht         | Strafen: 1× 6×                    | Stadthalle, Sursee Zuschauer: 50 Schiedsrichter: Brunner & Salah |

### Halbfinals

#### (1) Pfadi Winterthur gegen (4) HSC Suhr Aarau
Übersicht
| Mittwoch, 26. Mai 2021 18:00 Uhr TV: Sport1 | Pfadi Winterthur           | 32 : 27      | HSC Suhr Aarau           | Axa-Arena, Winterthur Zuschauer: 50 Schiedsrichter: Brunner & Salah |
| Mittwoch, 26. Mai 2021 18:00 Uhr TV: Sport1 | meiste Tore: Stojković (8) | (17 : 16)    | meiste Tore: Zehnder (8) | Axa-Arena, Winterthur Zuschauer: 50 Schiedsrichter: Brunner & Salah |
| Mittwoch, 26. Mai 2021 18:00 Uhr TV: Sport1 | Strafen: 4×                | Spielbericht | Strafen: 1× 2×           | Axa-Arena, Winterthur Zuschauer: 50 Schiedsrichter: Brunner & Salah |

| Samstag, 29. Mai 2021 18:15 Uhr TV: SRF zwei | HSC Suhr Aarau                                      | 26 : 29      | Pfadi Winterthur           | Sporthalle Schachen, Aarau Zuschauer: 50 Schiedsrichter: Jergen & Zaugg |
| Samstag, 29. Mai 2021 18:15 Uhr TV: SRF zwei | meiste Tore: Aufdenblatten & Da Silva Ferraz (je 6) | (13 : 15)    | meiste Tore: Stojković (7) | Sporthalle Schachen, Aarau Zuschauer: 50 Schiedsrichter: Jergen & Zaugg |
| Samstag, 29. Mai 2021 18:15 Uhr TV: SRF zwei | Strafen: 3× 6×                                      | Spielbericht | Strafen: 3× 2×             | Sporthalle Schachen, Aarau Zuschauer: 50 Schiedsrichter: Jergen & Zaugg |

| Mittwoch, 2. Juni 2021 17:45 Uhr TV: Sport1 | Pfadi Winterthur          | 32 : 29      | HSC Suhr Aarau                                      | Axa-Arena, Winterthur Zuschauer: 50 Schiedsrichter: Brunner & Salah |
| Mittwoch, 2. Juni 2021 17:45 Uhr TV: Sport1 | meiste Tore: Tynowski (9) | (17 : 16)    | meiste Tore: Aufdenblatten & Da Silva Ferraz (je 6) | Axa-Arena, Winterthur Zuschauer: 50 Schiedsrichter: Brunner & Salah |
| Mittwoch, 2. Juni 2021 17:45 Uhr TV: Sport1 | Strafen: 1×               | Spielbericht | Strafen: 2×                                         | Axa-Arena, Winterthur Zuschauer: 50 Schiedsrichter: Brunner & Salah |

#### (2) Kadetten Schaffhausen gegen (3) HC Kriens Luzern
Übersicht
| Mittwoch, 26. Mai 2021 18:00 Uhr | Kadetten Schaffhausen    | 25 : 22      | HC Kriens-Luzern         | BBC-Arena, Schaffhausen Zuschauer: 50 Schiedsrichter: Jergen & Zaugg |
| Mittwoch, 26. Mai 2021 18:00 Uhr | meiste Tore: Császár (6) | (13 : 9)     | meiste Tore: Lapajne (5) | BBC-Arena, Schaffhausen Zuschauer: 50 Schiedsrichter: Jergen & Zaugg |
| Mittwoch, 26. Mai 2021 18:00 Uhr | Strafen: 3× 5×           | Spielbericht | Strafen: 2× 6×           | BBC-Arena, Schaffhausen Zuschauer: 50 Schiedsrichter: Jergen & Zaugg |

| Samstag, 29. Mai 2021 18:00 Uhr | HC Kriens-Luzern        | 22 : 29      | Kadetten Schaffhausen   | Krauerhalle, Kriens Zuschauer: 50 Schiedsrichter: Brunner & Salah |
| Samstag, 29. Mai 2021 18:00 Uhr | meiste Tore: Harbuz (7) | (12 : 16)    | meiste Tore: Bartók (6) | Krauerhalle, Kriens Zuschauer: 50 Schiedsrichter: Brunner & Salah |
| Samstag, 29. Mai 2021 18:00 Uhr | Strafen: 2×             | Spielbericht | Strafen: 1× 4×          | Krauerhalle, Kriens Zuschauer: 50 Schiedsrichter: Brunner & Salah |

| Mittwoch, 2. Juni 2021 20:15 Uhr TV: SRF info | Kadetten Schaffhausen   | 36 : 34 n. 2. V.                | HC Kriens-Luzern        | BBC-Arena, Schaffhausen Zuschauer: 100 Schiedsrichter: Boshkoski & Stalder |
| Mittwoch, 2. Juni 2021 20:15 Uhr TV: SRF info | meiste Tore: Maros (10) | (14 : 14), (27 : 27), (31 : 31) | meiste Tore: Harbuz (9) | BBC-Arena, Schaffhausen Zuschauer: 100 Schiedsrichter: Boshkoski & Stalder |
| Mittwoch, 2. Juni 2021 20:15 Uhr TV: SRF info | Strafen: 1× 5×          | Spielbericht                    | Strafen: 1× 6×          | BBC-Arena, Schaffhausen Zuschauer: 100 Schiedsrichter: Boshkoski & Stalder |

### Final: (1) Pfadi Winterthur gegen (2) Kadetten Schaffhausen
Übersicht
| Donnerstag, 10. Juni 2021 20:15 Uhr TV: SRF info | Pfadi Winterthur           | 28 : 25      | Kadetten Schaffhausen                 | Axa-Arena, Winterthur Zuschauer: 100 Schiedsrichter: Brunner & Salah |
| Donnerstag, 10. Juni 2021 20:15 Uhr TV: SRF info | meiste Tore: Stojković (8) | (14 : 12)    | meiste Tore: Bartók & Schelker (je 5) | Axa-Arena, Winterthur Zuschauer: 100 Schiedsrichter: Brunner & Salah |
| Donnerstag, 10. Juni 2021 20:15 Uhr TV: SRF info | Strafen: 1× 3×             | Spielbericht | Strafen: 2×                           | Axa-Arena, Winterthur Zuschauer: 100 Schiedsrichter: Brunner & Salah |

| Montag, 14. Juni 2021 20:00 Uhr TV: SRF info | Kadetten Schaffhausen    | 28 : 33      | Pfadi Winterthur          | BBC-Arena, Schaffhausen Zuschauer: 100 Schiedsrichter: Capoccia & Jucker |
| Montag, 14. Juni 2021 20:00 Uhr TV: SRF info | meiste Tore: Frimmel (5) | (15 : 19)    | meiste Tore: Tynowski (8) | BBC-Arena, Schaffhausen Zuschauer: 100 Schiedsrichter: Capoccia & Jucker |
| Montag, 14. Juni 2021 20:00 Uhr TV: SRF info | Strafen: 2× 6×           | Spielbericht | Strafen: 2× 6×            | BBC-Arena, Schaffhausen Zuschauer: 100 Schiedsrichter: Capoccia & Jucker |

| Donnerstag, 17. Juni 2021 20:00 Uhr TV: SRF info | Pfadi Winterthur           | 25 : 23      | Kadetten Schaffhausen     | Axa-Arena, Winterthur Zuschauer: 100 Schiedsrichter: Boshkoski & Stalder |
| Donnerstag, 17. Juni 2021 20:00 Uhr TV: SRF info | meiste Tore: Stojković (8) | (13 : 17)    | meiste Tore: Schelker (7) | Axa-Arena, Winterthur Zuschauer: 100 Schiedsrichter: Boshkoski & Stalder |
| Donnerstag, 17. Juni 2021 20:00 Uhr TV: SRF info | Strafen: 3× 4×             | Spielbericht | Strafen: 2× 5×            | Axa-Arena, Winterthur Zuschauer: 100 Schiedsrichter: Boshkoski & Stalder |

## Meistermannschaft von Pfadi Winterthur
| Schweizer Meister Pfadi Winterthur | Mannschaft: Patrice Bührer, Yannick Ott, Yahav Shamir, Dennis Wipf, Fabrizio Pecoraro, Roman Sidorowicz, Joël Bräm, Marvin Lier, Cédrie Tynowski, Kevin Jud, Jannic Störchli, Michal Svajlen, Adir Cohen, Pascal Vernier, Stefan Freivogel, Aleksandar Radovanovic, Henrik Schönfeldt, Lukas Heer, Rastko Stojković Cheftrainer: Adrian Brüngger Torhütertrainer: Matías Schulz Manager: Goran Cvetkovic Geschäftsführer: Markus Jud Präsident: Jürg Hofmann |